# Association Sportive de Cherbourg Football
L'Association Sportive de Cherbourg, meglio noto come Cherbourg, è una società calcistica francese con sede nella città di Cherbourg; milita nella Basse-Normandie, serie non professionistica di calcio francese.

## Storia
La società fu fondata nel 1945, da imprenditori francesi. Nella sua storia il club ha militato nelle categorie professionistiche, come il Championnat National; ora invece è retrocesso di parecchie divisioni, e gioca nella Basse-Normandie, serie francese non professionistica.

## Palmarès

### Competizioni nazionali
- Championnat de France amateur: 1

2001-2002

### Competizioni regionali
- Coppa di Normandia: 1

1961-1962